# Sevendust
A Sevendust amerikai metalegyüttest 1994-ben alapította Atlantában, Georgia államban Vinnie Hornsby basszusgitáros, Morgan Rose dobos és John Connolly gitáros.

## Története
Az első demófelvétel elkészítése után csatlakozott hozzájuk Lajon Witherspoon énekes és Clint Lowery gitáros. A kezdetben több névváltoztatáson átesett csapat 1997-ben már Sevendust néven jelentette meg bemutatkozó albumát. Az első héten mindössze 311 példányban elkelt album a kiadó támogatásának és az intenzív turnézásnak köszönhetően felkerült a Billboard lemezeladási listájára, és a több mint félmillió eladott példány után 1999-ben aranylemez minősítést kapott. A TVT Records kiadásában megjelent következő két  Sevendust-album (Home, Animosity) is elérte az aranylemezt státuszt.
Pályafutása során a Sevendust eddig 12 stúdióalbumot adott ki, amelyek rendszeresen felkerültek a Billboard 200 lemezeladási listára az Egyesült Államokban. A Black Out the Sun (2013) valamint a Time Travelers & Bonfires (2014) vezették a Billboard Hard Rock Albums listáját. A 2015-ös Kill the Flaw lemezről a Thank You című dalt Grammy-díjra jelölték a "Best Metal Performance" kategóriában az 58. Grammy-díjkiosztón.

## Tagok
Jelenlegi felállás
- Lajon Witherspoon – ének (1994–napjainkig)
- Clint Lowery – szólógitár, háttérvokál (1994–2004, 2008–napjainkig)
- John Connolly – ritmusgitár (1994–2005, 2008–napjainkig), szólógitár (2005–2008), háttérvokál (1994–napjainkig)
- Vinnie Hornsby – basszusgitár (1994–napjainkig), háttérvokál (2017–napjainkig)
- Morgan Rose – dobok, háttérvokál (1994–napjainkig)

Korábbi tagok
- Sonny Mayo – ritmusgitár (2005–2008)

## Diszkográfia
Stúdióalbumok
- Sevendust (1997)
- Home (1999)
- Animosity (2001)
- Seasons (2003)
- Next (2005)
- Alpha (2007)
- Chapter VII: Hope & Sorrow (2008)
- Cold Day Memory (2010)
- Black Out the Sun (2013)
- Time Travelers & Bonfires (2014)
- Kill the Flaw (2015)
- All I See Is War (2018)

Koncertalbumok
- Southside Double-Wide: Acoustic Live (2004)

Válogatások
- Best Of (Chapter One 1997–2004) (2005)
- Retrospective 2 (2007)

DVD-k
- Live and Loud (1998)
- Retrospect (2001)

## Fordítás
Ez a szócikk részben vagy egészben  a   Sevendust című angol Wikipédia-szócikk fordításán alapul.  Az eredeti cikk szerkesztőit annak laptörténete sorolja fel. Ez a jelzés csupán a megfogalmazás eredetét és a szerzői jogokat jelzi, nem szolgál a cikkben szereplő információk forrásmegjelöléseként.